# Högby

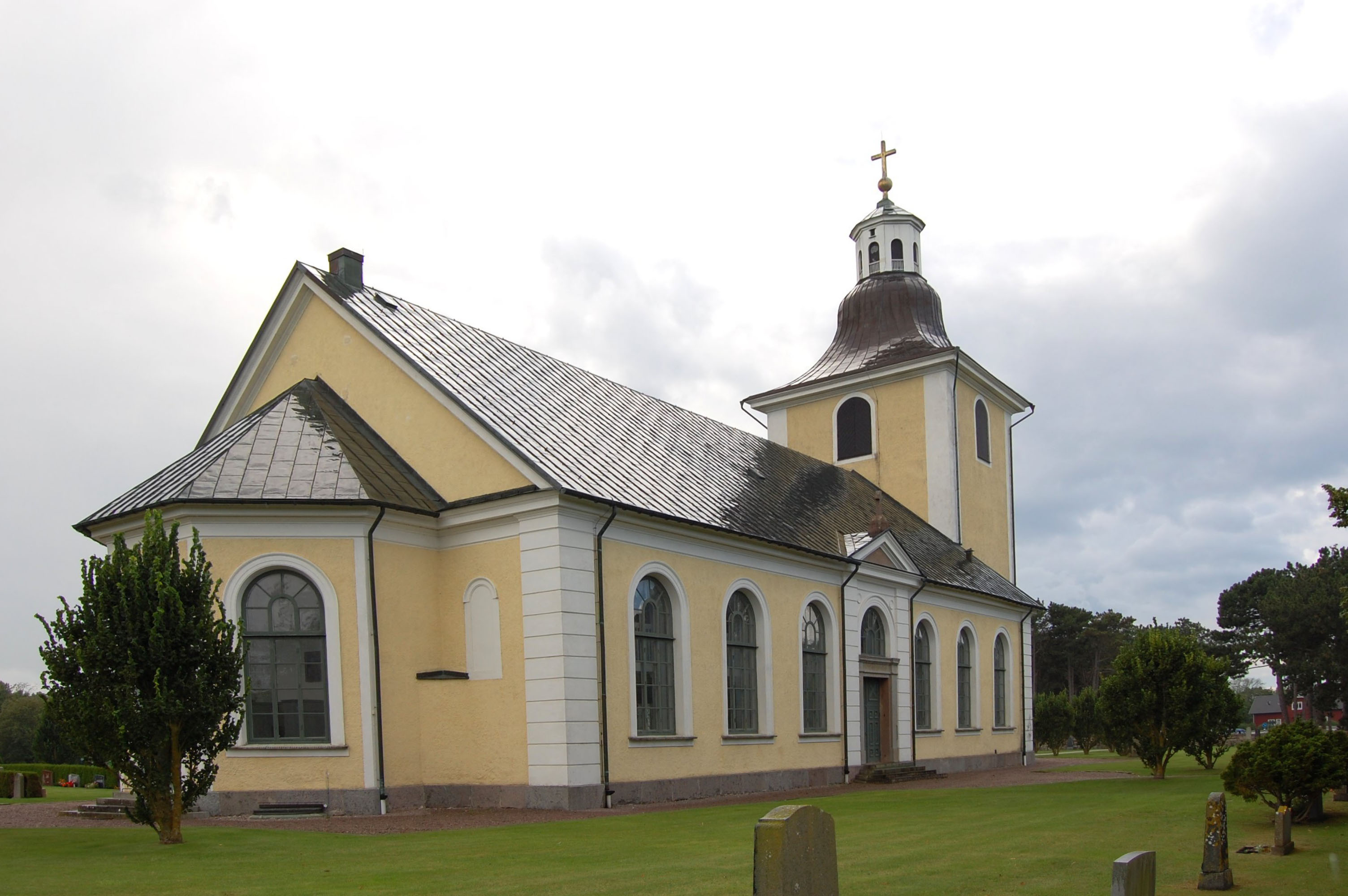
Kirche von Högby

Högby im Norden der schwedischen Insel Öland ist ein Dorf, das zur Gemeinde Borgholm gehört.

## Geschichte
Högby wird zum ersten Mal im Jahre 1320 als Höghaby erwähnt. Neben Landwirtschaft und Fischerei war jahrhundertelang auch der Abbau von Kalkstein ein wichtiger Wirtschaftsfaktor der Region. Die Funktion Högbys als ein Zentrum im Norden der Insel übernahm im 20. Jahrhundert Löttorp, eine jener Städte die um einen Bahnhof entstand, als die Eisenbahn (Böda Skogsjärnväg) im Jahre 1908 auf die Insel kam.

## Bauwerke
Die Kirche von Högby stammt etwa aus dem Jahre 1200 und hat einen starken Wehrturm. Nördlich der Kirche liegen Ölands einzige erhalten gebliebene Kirchenställe. Südlich der Kirche steht eine holländische Mühle. Der im Jahre 1840 als Scheuermühle für Kalkstein errichtete Bau mit dicken Mauern ist über 13 Meter hoch. In den 1920er Jahren ging die Mühle, die seit 1985 in Privatbesitz ist und bewohnt wird, außer Betrieb.

## Umgebung

### Horns Kungsgård und Hornsviken
Westlich der Gemeinde befindet sich Horns Kungsgård (Königshof) und der Hornsviken (auch Hornssjön genannt), Ölands einziger großer See. Große Teile des einstigen Königshofes sind heute Naturschutzgebiet. In der Umgebung liegt das Vogelschutzgebiet am Hornsjön. Der See, an dessen Ufer dichte Wälder (Eiche, Esche und Birke) stehen, ist mit Dutzenden von Fischarten besetzt. Am westlichen Ufer liegt Klosterholmen. Diese Ruine wurde lange in Zusammenhang mit einem Kloster gebracht. Heute wird Klosterholmen für einen mittelalterlichen Gutshof (Storgård) mit Verteidigungsfunktion gehalten.

### Die Westküste
Horns udde ist eine Landzunge auf der Westseite der Insel mit steilen Kalksteinfelsen und Aussicht zur Insel Blå Jungfrun. Bereits im 16. Jahrhundert begann die Steinindustrie hier mit dem Abbau von Kalkstein, der zur Errichtung einer Reihe von schwedischen Burgen und Kirchen beitrug. Die Narben in der Landschaft sind entlang der Westküste noch immer sichtbar. Heute gibt es nur noch einen Steinbruch auf Horns udde.
Die nördlich gelegene Mens (oder Mensa) Alvaret ist eine kleine Karstlandschaft (Alvar), die zum Naturreservat erklärt wurde, mit einer ganz typischer Fauna und Flora: Schnittlauch (Allium schoenoprasum), Binsenschneide (Cladium mariscus) und Orchideenarten wie der Fliegenragwurz (Ophrys insectifera) und der Pyramiden-Hundswurz (Anacamptis pyramidalis).

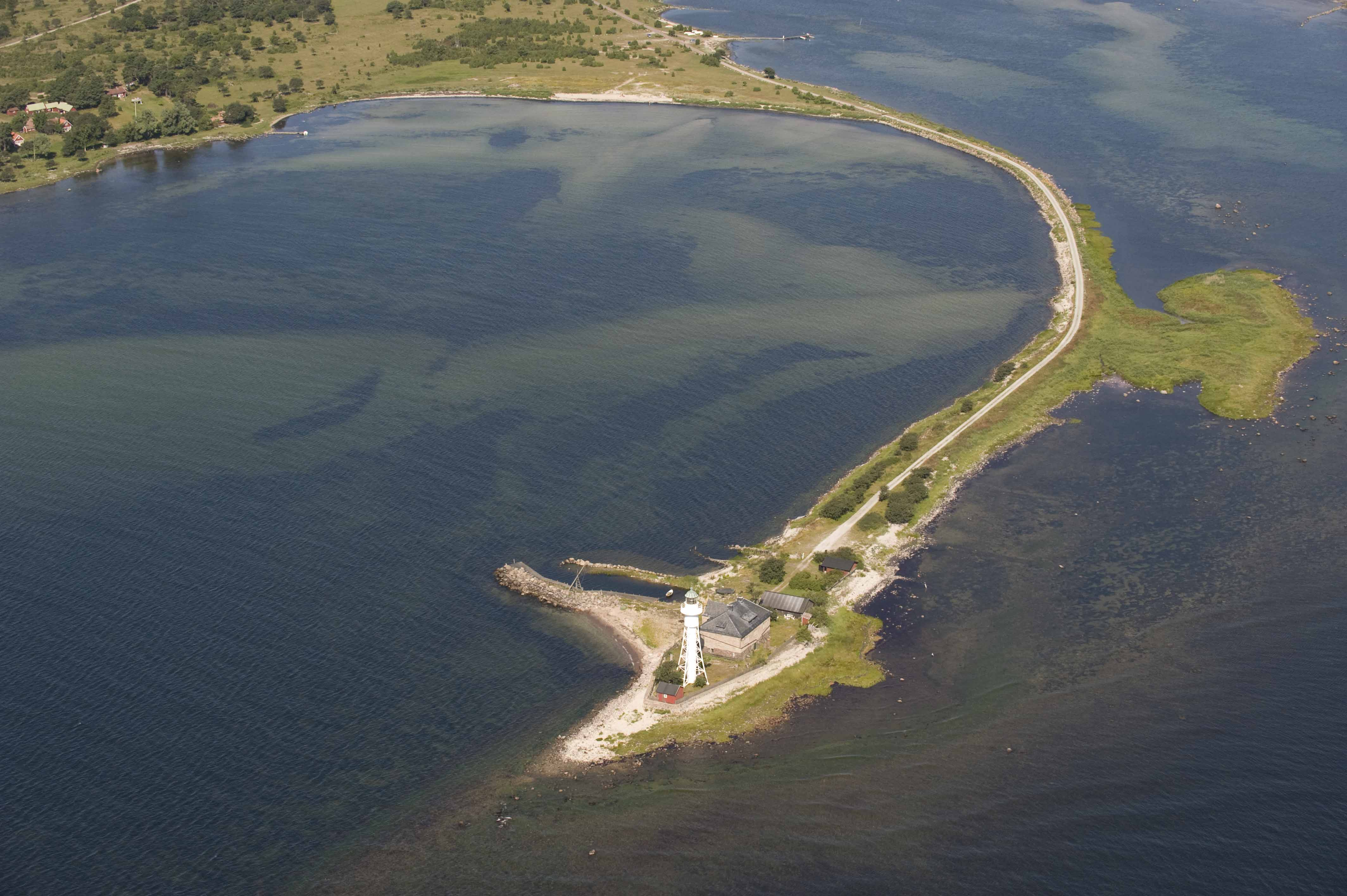
Leuchtturm Högby fyr

Südlich von Horns udde liegt die alte Fischerstelle Alvedsjöbodar. Wie andere zeigt es die einstige Bedeutung der saisonalen Fischerei für die Inselbewohner. Im frühen 19. Jahrhundert war der Hafen Anlegeplatz von Dampfern, die zwischen Oskarshamn und Alvedsjö verkehrten.

### Die Ostküste
Der 23 m hohe Leuchtturm Högby fyr liegt auf der Ostseite der Insel auf der Landzunge Långebå. Er wurde als Stahl-Konstruktion für die große Handwerksausstellung in Stockholm im Jahre 1897 gebaut und kam 1898 demontiert nach Högby.

## Persönlichkeiten
In Högby geboren wurde der schwedische Langstreckenläufer John Eke (1886–1964) und der schwedische Professor für Tiermedizin
Sven Axel Hoflund (1906–1979).
Koordinaten: 57° 10′ N, 17° 2′ O